# Storage Wars – Die Geschäftemacher/Episodenliste
Diese Episodenliste enthält alle Episoden der US-amerikanischen Doku-Soap Storage Wars – Die Geschäftemacher. Sie umfasst insgesamt 339 Folgen in 15 Staffeln sowie zwei Specials und 19 Best-Of-Folgen.

## Staffelübersicht
| Staffel | Episodenanzahl | Erstausstrahlung USA | Erstausstrahlung USA | Deutschsprachige Erstausstrahlung | Deutschsprachige Erstausstrahlung |
| Staffel | Episodenanzahl | Staffelpremiere      | Staffelfinale        | Staffelpremiere                   | Staffelfinale                     |
| ------- | -------------- | -------------------- | -------------------- | --------------------------------- | --------------------------------- |
| 1       | 19             | 1. Dez. 2010         | 20. April 2011       | 31. Juli 2011                     | 2. Okt. 2011                      |
| 2       | 33             | 20. Juli 2011        | 4. März 2012         | 31. März 2012                     | 29. Jan. 2013                     |
| 3       | 30             | 5. Juni 2012         | 25. März 2013        | 21. Nov. 2012                     | 28. Aug. 2013                     |
| 4       | 22             | 16. April 2013       | 2. Juli 2013         | 24. Juli 2013                     | 11. Dez. 2013                     |
| 5       | 29             | 18. März 2014        | 30. Sep. 2014        | 8. Okt. 2014                      | 6. Mai 2015                       |
| 6       | 18             | 11. Nov. 2014        | 3. März 2015         | 4. März 2015                      | 2. Sep. 2015                      |
| 7       | 13             | 1. April 2015        | 20. Mai 2015         | 9. Sep. 2015                      | 21. Okt. 2015                     |
| 8       | 20             | 21. Juli 2015        | 24. Nov. 2015        | 7. Okt. 2015                      | 13. April 2016                    |
| 9       | 15             | 5. April 2016        | 24. Mai 2016         | 29. Juni 2016                     | 17. Aug. 2016                     |
| 10      | 25             | 12. April 2017       | 2. Aug. 2017         | 26. Juli 2017                     | 18. Okt. 2017                     |
| 11      | 29             | 8. Nov. 2017         | 28. März 2018        | 2. Jan. 2018                      | 3. Juli 2018                      |
| 12      | 16             | 7. Nov. 2018         | 30. Jan. 2019        | 8. Jan. 2019                      | 25. Dez. 2020                     |
| 13      | 10             | 20. April 2021       | 25. Mai 2021         | 25. Dez. 2021                     |                                   |
| 14      | 36             | 2. Nov. 2021         | 19. April 2022       |                                   |                                   |

## Staffel 1
| Nummer (gesamt) | Nummer (Staffel) | Originaltitel                         | Deutscher Titel      | Erstausstrahlung USA (A&E) | Deutschsprachige Erstausstrahlung (The Biography Channel) |
| --------------- | ---------------- | ------------------------------------- | -------------------- | -------------------------- | --------------------------------------------------------- |
| 1               | 1                | High Noon In The High Desert          | Zocker in Auktion    | 1. Dez. 2010               | 31. Juli 2011                                             |
| 2               | 2                | Railroad Roulette                     | Bittere Rivalen      | 1. Dez. 2010               | 7. Aug. 2011                                              |
| 3               | 3                | Melee In The Maze                     | Ausgetrickst         | 8. Dez. 2010               | 31. Juli 2011                                             |
| 4               | 4                | War On The Shore                      | Goldgrube            | 8. Dez. 2010               | 7. Aug. 2011                                              |
| 5               | 5                | The Old Spanish Standoff              | Die Katze im Sack    | 15. Dez. 2010              | 21. Aug. 2011                                             |
| 6               | 6                | All Guns To Port                      | Der Schein trügt     | 15. Dez. 2010              | 14. Aug. 2011                                             |
| 7               | 7                | Senior Center Showdown                | Hoch gepokert        | 22. Dez. 2010              | 14. Aug. 2011                                             |
| 8               | 8                | Midnight In The Gardena Good And Evil | Der 7. Geschäftssinn | 12. Jan. 2011              | 21. Aug. 2011                                             |
| 9               | 9                | Collector’s Last Stand                | Vorstadtschätze      | 19. Jan. 2011              | 28. Aug. 2011                                             |
| 10              | 10               | School House Lock                     | Unikate              | 26. Jan. 2011              | 28. Aug. 2011                                             |
| 11              | 11               | Gambler’s Last Resort                 | Auswärtsspiel        | 2. Feb. 2011               | 4. Sep. 2011                                              |
| 12              | 12               | Auction Royale                        | Blinder Auktionismus | 9. Feb. 2011               | 4. Sep. 2011                                              |
| 13              | 13               | Makings Of A Mogul                    | Erfolgsrezept        | 16. März 2011              | 18. Sep. 2011                                             |
| 14              | 14               | Trouble The Oil                       | Hauptgewinn          | 23. März 2011              | 11. Sep. 2011                                             |
| 15              | 15               | Chairman Of The Hoard                 | 6 auf einen Streich  | 30. März 2011              | 25. Sep. 2011                                             |
| 16              | 16               | High End Heist                        | Konkurrenzkampf      | 6. April 2011              | 18. Sep. 2011                                             |
| 17              | 17               | Young With The Gun                    | Anfängerglück        | 13. April 2011             | 11. Sep. 2011                                             |
| 18              | 18               | Skullduggery                          | Seltsame Entdeckung  | 17. April 2011             | 25. Sep. 2011                                             |
| 19              | 19               | Live And Let Bid                      | Zeitreise            | 20. April 2011             | 2. Okt. 2011                                              |

## Staffel 2
| Nummer (gesamt) | Nummer (Staffel) | Originaltitel                     | Deutscher Titel       | Erstausstrahlung USA (A&E) | Deutschsprachige Erstausstrahlung (The Biography Channel) |
| --------------- | ---------------- | --------------------------------- | --------------------- | -------------------------- | --------------------------------------------------------- |
| 20              | 1                | Hang ‘Em High Desert              | Wüste Zeiten          | 20. Juli 2011              | 31. März 2012                                             |
| 21              | 2                | Buyers On The Storm               | Geldregen             | 20. Juli 2011              | 24. März 2012                                             |
| 22              | 3                | Pay The Lady                      | Frauenpower           | 27. Juli 2011              | 24. März 2012                                             |
| 23              | 4                | Santa Ana Street Fight            | Versteckte Schätze    | 27. Juli 2011              | 2. Okt. 2011                                              |
| 24              | 5                | Unclaimed Baggage                 | Holzköpfe             | 3. Aug. 2011               | 31. März 2012                                             |
| 25              | 6                | Enemy Of The Enemy                | Machtwechsel          | 3. Aug. 2011               | 7. April 2012                                             |
| 26              | 7                | Fire In The Hole                  | Finanzspritze         | 10. Aug. 2011              | 7. April 2012                                             |
| 27              | 8                | San Burrito                       | Glücksbringer         | 10. Aug. 2011              | 14. April 2012                                            |
| 28              | 9                | Tanks For The Memorie             | Erinnerungsstücke     | 17. Aug. 2011              | 14. April 2012                                            |
| 29              | 10               | Land Of The Loss                  | Kopf oder Zahl        | 17. Aug. 2011              | 21. April 2012                                            |
| 30              | 11               | Almost The Greatest Show On Earth | Das große Los?        | 31. Aug. 2011              | 21. April 2012                                            |
| 31              | 12               | Bowling For Dollars               | Glücksritter          | 7. Sep. 2011               | 28. April 2012                                            |
| 32              | 13               | Get Him To The Mayan              | Kunstgriffe           | 7. Sep. 2011               | 28. April 2012                                            |
| 33              | 14               | Fu Dog Day Afternoon              | Ein Hauch von Fernost | 14. Sep. 2011              | 5. Mai 2012                                               |
| 34              | 15               | I’m The New Mogul                 | Szenenwechsel         | 19. Okt. 2011              | 5. Mai 2012                                               |
| 35              | 16               | Driving Miss Barry                | Riskante Operationen  | 15. Nov. 2011              | 19. Mai 2012                                              |
| 36              | 17               | Winner, Winner Chicken Dinner     | Unaufhaltsam          | 15. Nov. 2011              | 12. Mai 2012                                              |
| 37              | 18               | Auction Sesame                    | Von A bis Z           | 22. Nov. 2011              | 12. Mai 2012                                              |
| 38              | 19               | Stairway To Hemet                 | Ausgestochen          | 22. Nov. 2011              | 19. Mai 2012                                              |
| 39              | 20               | Scoot-A-Toot, Toot                | Die Zeitkapsel        | 29. Nov. 2011              | 26. Mai 2012                                              |
| 40              | 21               | The Empire Strikes Out            | Spielerei             | 29. Nov. 2011              | 2. Juni 2012                                              |
| 41              | 22               | Make It Rain, Girl                | Die Piratenbraut      | 6. Dez. 2011               | 26. Mai 2012                                              |
| 42              | 23               | Smoke ‘Em If You Find ‘Em         | Kurvige Konkurrenz    | 13. Dez. 2011              | 2. Juni 2012                                              |
| 43              | 24               | The Drone Wars                    | Die Geheimwaffe       | 20. Dez. 2011              | 9. Juni 2012                                              |
| 44              | 25               | Brandi’s First Time               | Brandis erstes Mal    | 3. Jan. 2012               | 9. Juni 2012                                              |
| 45              | 26               | Hooray For Holly-Weird            | Glück in Hollywood    | 3. Jan. 2012               | 16. Juni 2012                                             |
| 46              | 27               | Don’t Bid So Close To Me          | Der Egomane           | 10. Jan. 2012              | 16. Juni 2012                                             |
| 47              | 28               | Not Your Average Bear             | Das 5. Rad            | 10. Jan. 2012              | 23. Juni 2012                                             |
| 48              | 29               | Hook, Line, And Sucker            | Der richtige Riecher  | 17. Jan. 2012              | 23. Juni 2012                                             |
| 49              | 30               | Operation Hobo                    | Barry weiß Bescheid   | 17. Jan. 2012              | 30. Juni 2012                                             |
| 50              | 31               | Blame It On The Rain              | Sturm der Gebote      | 24. Jan. 2012              | 30. Juni 2012                                             |
| 51              | 32               | Viva La San Francisco             | Der Zockerlehrling    | 24. Jan. 2012              | 14. Juli 2012                                             |
| 52              | 33               | Highland Anxiety                  | Auf dem Trockenen     | 4. März 2012               | 14. Juli 2012                                             |

## Staffel 3
| Nummer (gesamt) | Nummer (Staffel) | Originaltitel                                  | Deutscher Titel       | Erstausstrahlung USA (A&E) | Deutschsprachige Erstausstrahlung (The Biography Channel) |
| --------------- | ---------------- | ---------------------------------------------- | --------------------- | -------------------------- | --------------------------------------------------------- |
| 53              | 1                | Third Eye Of The Tiger                         | System statt Chaos    | 5. Juni 2012               | 26. Dez. 2012                                             |
| 54              | 2                | May The Vaults Be With You                     | Panzerknacker         | 5. Juni 2012               | 12. Dez. 2012                                             |
| 55              | 3                | The Iceman Carveth                             | Verschnupft           | 12. Juni 2012              | 19. Dez. 2012                                             |
| 56              | 4                | Here’s Lookin’ At You, Kenny                   | Rezept zum Erfolg     | 12. Juni 2012              | 19. Dez. 2012                                             |
| 57              | 5                | A Civil Accordion                              | König Kitsch          | 19. Juni 2012              | 26. Dez. 2012                                             |
| 58              | 6                | More Like WRONG Beach                          | Geheimtipp            | 19. Juni 2012              | 21. Nov. 2012                                             |
| 59              | 7                | All’s Fair In Storage And Wars                 | Fair Play             | 26. Juni 2012              | 21. Nov. 2012                                             |
| 60              | 8                | The Fast And The Curious                       | Wüstes Durcheinander  | 26. Juni 2012              | 5. Dez. 2012                                              |
| 61              | 9                | From Russia With Chucks                        | Käpt’n Barry          | 10. Juli 2012              | 28. Nov. 2012                                             |
| 62              | 10               | The Full Monty-Bello                           | Kamerascheu           | 10. Juli 2012              | 28. Nov. 2012                                             |
| 63              | 11               | Dial C For Chupacabra                          | Falsche Fährte        | 17. Juli 2012              | 5. Dez. 2012                                              |
| 64              | 12               | The Ship Just Hit The Sand                     | Hitzige Gemüter       | 17. Juli 2012              | 12. Dez. 2012                                             |
| 65              | 13               | Willkommen To The Dollhouse                    | Fremde Kulturen       | 24. Juli 2012              | 2. Jan. 2013                                              |
| 66              | 14               | The Yup Stops Here                             | Ziemlich beste Feinde | 24. Juli 2012              | 2. Jan. 2013                                              |
| 67              | 15               | Buy, Buy Birdie                                | Sohnemann ist dran    | 7. Aug. 2012               | 9. Jan. 2013                                              |
| 68              | 16               | The Return Of San Burrito                      | Barry gibt einen aus  | 7. Aug. 2012               | 9. Jan. 2013                                              |
| 69              | 17               | There’s Something About Barry                  | Suchtpotenzial        | 14. Aug. 2012              | 16. Jan. 2013                                             |
| 70              | 18               | Dr. Strangebid                                 | Mehr als ein Job      | 21. Aug. 2012              | 16. Jan. 2013                                             |
| 71              | 19               | Sheets And Geeks                               | Zauberhaft            | 28. Aug. 2012              | 23. Jan. 2013                                             |
| 72              | 20               | No Bid For The Weary                           | Rekordverdächtig      | 28. Aug. 2012              | 23. Jan. 2013                                             |
| 73              | 21               | Straight Into Compton: Biddaz With Attitude    | Orientierungslos      | 4. Dez. 2012               | 10. Juli 2013                                             |
| 74              | 22               | The Young And The Reckless                     | Preistreiber          | 4. Dez. 2012               | 19. Juni 2013                                             |
| 75              | 23               | Jurassic Bark                                  | Schlechter Start      | 11. Dez. 2012              | 26. Juni 2013                                             |
| 76              | 24               | A Tale Of Two Jackets                          | Der Schurke           | 11. Dez. 2012              | 3. Juli 2013                                              |
| 77              | 25               | Tustin, Bee Have A Problem                     | Smartes Spiel         | 18. Dez. 2012              | 12. Juni 2013                                             |
| 78              | 26               | Portrait Of The Gambler                        | Pechsträhne           | 18. Dez. 2012              | 17. Juli 2013                                             |
| 79              | 27               | The Big Boy Vs. The Heavyweight                | Schwer umkämpft       | 18. März 2013              | 7. Aug. 2013                                              |
| 80              | 28               | The Kook, The Chief, His Son, And The Brothers | Nicht von dieser Welt | 18. März 2013              | 14. Aug. 2013                                             |
| 81              | 29               | Nobody’s Vault But Mine                        | Schließfach für alle  | 25. März 2013              | 21. Aug. 2013                                             |
| 82              | 30               | Still Nobody’s Vault But Mine                  | Kein Ende in Sicht    | 25. März 2013              | 28. Aug. 2013                                             |

## Staffel 4
| Nummer (gesamt) | Nummer (Staffel) | Originaltitel                      | Deutscher Titel          | Erstausstrahlung USA (A&E) | Deutschsprachige Erstausstrahlung (The Biography Channel) |
| --------------- | ---------------- | ---------------------------------- | ------------------------ | -------------------------- | --------------------------------------------------------- |
| 83              | 1                | Auctioning For Dummies             | Tasche voller Geld       | 16. April 2013             | 24. Juli 2013                                             |
| 84              | 2                | Breathalyze This                   | Heimvorteil              | 16. April 2013             | 31. Juli 2013                                             |
| 85              | 3                | All’s Well That Urns Well          | Wer suchet, der findet   | 23. April 2013             | 9. Okt. 2013                                              |
| 86              | 4                | The PA Stays In The Picture        | Unter Zeitdruck          | 23. April 2013             | 9. Okt. 2013                                              |
| 87              | 5                | A Time To Kiln                     | Verregnete Aussichten    | 30. April 2013             | 16. Okt. 2013                                             |
| 88              | 6                | Like A Kung Pao Cowboy             | Gerüchteküche            | 30. April 2013             | 16. Okt. 2013                                             |
| 89              | 7                | Oysters On The Half Plate          | Brandi bringts           | 7. Mai 2013                | 23. Okt. 2013                                             |
| 90              | 8                | The Monster Hash                   | Darrells Revier          | 7. Mai 2013                | 30. Okt. 2013                                             |
| 91              | 9                | Old Tricks, New Treats             | Alte Tricks, neues Glück | 14. Mai 2013               | 23. Okt. 2013                                             |
| 92              | 10               | The Shrining                       | Gut getarnt              | 14. Mai 2013               | 13. Nov. 2013                                             |
| 93              | 11               | Orange You Glad Dan Sold It Again? | Die Truhe                | 28. Mai 2013               | 30. Okt. 2013                                             |
| 94              | 12               | Barry’s Angels                     | Zwei Engel für Barry     | 28. Mai 2013               | 6. Nov. 2013                                              |
| 95              | 13               | The French Job                     | Verspielt                | 4. Juni 2013               | 6. Nov. 2013                                              |
| 96              | 14               | That’s My Jerry!                   | Zeiten ändern sich       | 4. Juni 2013               | 13. Nov. 2013                                             |
| 97              | 15               | This Lamp’s For You                | Ein Licht geht auf       | 11. Juni 2013              | 20. Nov. 2013                                             |
| 98              | 16               | There’s No Place Like Homeland     | Anders als gedacht       | 11. Juni 2013              | 20. Nov. 2013                                             |
| 99              | 17               | Total Wine Domination              | In vino veritas          | 18. Juni 2013              | 27. Nov. 2013                                             |
| 100             | 18               | The Storage Buyer In You           | Geboren, um zu bieten    | 18. Juni 2013              | 27. Nov. 2013                                             |
| 101             | 19               | Fear And Loathing In Placentia     | Vollgepackt              | 25. Juni 2013              | 4. Dez. 2013                                              |
| 102             | 20               | Barry Doubtfire                    | Lady Barry               | 25. Juni 2013              | 4. Dez. 2013                                              |
| 103             | 21               | Battle Of The Brows                | Auf die nette Tour       | 2. Juli 2013               | 11. Dez. 2013                                             |
| 104             | 22               | Super Bros. Shuffle                | Einfach super            | 2. Juli 2013               | 11. Dez. 2013                                             |

## Staffel 5
| Nummer (gesamt) | Nummer (Staffel) | Originaltitel                        | Deutscher Titel         | Erstausstrahlung USA (A&E) | Deutschsprachige Erstausstrahlung (A&E Germany) |
| --------------- | ---------------- | ------------------------------------ | ----------------------- | -------------------------- | ----------------------------------------------- |
| 105             | 1                | Flight Of The Gambler                | Ort des Triumphs        | 18. März 2014              | 8. Okt. 2014                                    |
| 106             | 2                | The Hills Have Buys                  | Kampf der Paare         | 18. März 2014              | 8. Okt. 2014                                    |
| 107             | 3                | Nerds Of The Round Table             | Psychospielchen         | 25. März 2014              | 15. Okt. 2014                                   |
| 108             | 4                | Operation: Intimidation              | Einschüchterungstaktik  | 25. März 2014              | 15. Okt. 2014                                   |
| 109             | 5                | The Return Of The King Of Montebello | Verführungskünste       | 1. April 2014              | 22. Okt. 2014                                   |
| 110             | 6                | For A Good Time Call … Ivy           | Laden in Gefahr         | 1. April 2014              | 22. Okt. 2014                                   |
| 111             | 7                | LBC U LTR                            | Ivy unter Strom         | 8. April 2014              | 29. Okt. 2014                                   |
| 112             | 8                | Nuthin’ But A “G” Thang, Rene        | Üble Gerüchte           | 15. April 2014             | 29. Okt. 2014                                   |
| 113             | 9                | Boom Goes The Dynamite?              | Explosive Stimmung      | 22. April 2014             | 5. Nov. 2014                                    |
| 114             | 10               | Zen Masters Of The Universe          | Tiefenentspannt         | 29. April 2014             | 5. Nov. 2014                                    |
| 115             | 11               | Darrell Sheets The Bed               | Neubeginn               | 3. Juni 2014               | 12. Nov. 2014                                   |
| 116             | 12               | The Donut Effect                     | Die Donut-Affäre        | 3. Juni 2014               | 12. Nov. 2014                                   |
| 117             | 13               | The Gutfather                        | Der 6. Sinn             | 10. Juni 2014              | 19. Nov. 2014                                   |
| 118             | 14               | Grin And Barry It                    | Für die Tonne           | 10. Juni 2014              | 19. Nov. 2014                                   |
| 119             | 15               | The Adventures Of Max Profit         | Alter Ego               | 17. Juni 2014              | 26. Nov. 2014                                   |
| 120             | 16               | Ghosts Don’t Need Money              | Abgebrüht               | 17. Juni 2014              | 26. Nov. 2014                                   |
| 121             | 17               | Pay The Dan                          | Tricksereien            | 24. Juni 2014              | 3. Dez. 2014                                    |
| 122             | 18               | The Robot Cowboy                     | Im Kaufmodus            | 1. Juli 2014               | 3. Dez. 2014                                    |
| 123             | 19               | It’s Bring Your Kids To Work Day     | Mit Kind und Kegel      | 8. Juli 2014               | 10. Dez. 2014                                   |
| 124             | 20               | The Mom Factor                       | Siegeswille             | 15. Juli 2014              | 10. Dez. 2014                                   |
| 125             | 21               | The Man In Black Is Back … In Black  | Daves Rückkehr          | 12. Aug. 2014              | 7. Jan. 2015                                    |
| 126             | 22               | The Return Of The Mogul’s Return!    | Topform                 | 12. Aug. 2014              | 14. Jan. 2015                                   |
| 127             | 23               | Bunny Owns This Town                 | Geld ist alles          | 19. Aug. 2014              | 21. Jan. 2015                                   |
| 128             | 24               | Bowling For Brandi                   | Im Tanktop zum Gewinn   | 26. Aug. 2014              | 28. Jan. 2015                                   |
| 129             | 25               | Deep In The Heart Of Upland          | Überraschungsgast       | 2. Sept. 2014              | 4. Feb. 2015                                    |
| 130             | 26               | The Daneurysm                        | Krisengeplagt           | 8. Sept. 2014              | 11. Feb. 2015                                   |
| 131             | 27               | The Education Of Miss Profit         | Süßer Erfolg            | 16. Sept. 2014             | 18. Feb. 2015                                   |
| 132             | 28               | Bid Strong And Prosper               | Immer wieder Costa Mesa | 23. Sept. 2014             | 25. Feb. 2015                                   |
| 133             | 29               | Hestered In The Highlands            | Hester hätts gern       | 30. Sept. 2014             | 6. Mai 2015                                     |

## Staffel 6
| Nummer (gesamt) | Nummer (Staffel) | Originaltitel                            | Deutscher Titel             | Erstausstrahlung USA (A&E) | Deutschsprachige Erstausstrahlung (A&E Germany) |
| --------------- | ---------------- | ---------------------------------------- | --------------------------- | -------------------------- | ----------------------------------------------- |
| 134             | 1                | Auction Boogaloo                         | Willkommen zurück           | 11. Nov. 2014              | 13. Mai 2015                                    |
| 135             | 2                | My Little Brony                          | Freundschaft zahlt sich aus | 11. Nov. 2014              | 27. Mai 2015                                    |
| 136             | 3                | Locktoberfest                            | Putschversuch               | 18. Nov. 2014              | 20. Mai 2015                                    |
| 137             | 4                | The Emperor Of El Monte                  | Der große Hit               | 18. Nov. 2014              | 4. März 2015                                    |
| 138             | 5                | Up The Ante In El Monte                  | Das große Geld              | 25. Nov. 2014              | 3. Juni 2015                                    |
| 139             | 6                | All Along The Swatchtower                | Koreanische Schätze         | 2. Dez. 2014               | 10. Juni 2015                                   |
| 140             | 7                | A San Marcos Mitzvah                     | Musik im Herzen             | 9. Dez. 2014               | 17. Juni 2015                                   |
| 141             | 8                | A Very Miraculous Storage Wars Christmas | Bescherung mal anders       | 16. Dez. 2014              | 24. Juni 2015                                   |
| 142             | 9                | North Hollywood Hustle                   | Zwei auf einen Schlag       | 6. Jan. 2015               | 8. Juli 2015                                    |
| 143             | 10               | Who Let The Daves Out?                   | Daves Gang                  | 6. Jan. 2015               | 15. Juli 2015                                   |
| 144             | 11               | Gambler Of Thrones                       | Spiel der Bieter            | 13. Jan. 2015              | 29. Juli 2015                                   |
| 145             | 12               | Once Upon A Locker In The West           | Erfolg auf ganzer Linie     | 20. Jan. 2015              | 12. Aug. 2015                                   |
| 146             | 13               | Locker Mountain High                     | In den Bergen               | 27. Jan. 2015              | 19. Aug. 2015                                   |
| 147             | 14               | Fontan-o-rama                            | Ein Hauch Texas             | 3. Feb. 2015               | 26. Aug. 2015                                   |
| 148             | 15               | Mr. Nezhoda’s Opus                       | Kauf des Tages              | 10. Feb. 2015              | 2. Sept. 2015                                   |
| 149             | 16               | Leader Of The Packed                     | Brandis Horrorshow          | 17. Feb. 2015              | 2. Sept. 2015                                   |
| 150             | 17               | Lock & Roll                              | Neue Runde                  | 24. Feb. 2015              | 22. Juli 2015                                   |
| 151             | 18               | Too Fast, Too Curious                    | Lagerhausromantik           | 3. März 2015               | 5. Aug. 2015                                    |

## Staffel 7
| Nummer (gesamt) | Nummer (Staffel) | Originaltitel                                      | Deutscher Titel             | Erstausstrahlung USA (A&E) | Deutschsprachige Erstausstrahlung (A&E Germany) |
| --------------- | ---------------- | -------------------------------------------------- | --------------------------- | -------------------------- | ----------------------------------------------- |
| 152             | 1                | Padian: P.I.                                       | Energiegeladen              | 1. April 2015              | 9. Sept. 2015                                   |
| 153             | 2                | The Thrill Of A Kitty And The Agony Of Smoked Meat | Aussichten und Draufsichten | 1. April 2015              | 9. Sept. 2015                                   |
| 154             | 3                | The Sweet Sniff Of Success                         | Guter Riecher               | 8. April 2015              | 16. Sept. 2015                                  |
| 155             | 4                | There Will Be Blood Money                          | Selbstläufer                | 8. April 2015              | 16. Sept. 2015                                  |
| 156             | 5                | It’s All Smoke And Mirrors                         | Erfolgshungrig              | 15. April 2015             | 23. Sept. 2015                                  |
| 157             | 6                | Packed, Stacked And All … Trash?                   | Spendabel                   | 22. April 2015             | 23. Sept. 2015                                  |
| 158             | 7                | Bozek Is My Spirit Animal                          | Ärger in der Luft           | 29. April 2015             | 30. Sept. 2015                                  |
| 159             | 8                | What Cowboy Dreams May Come                        | Teuflischer Vorteil         | 6. Mai 2015                | 30. Sept. 2015                                  |
| 160             | 9                | Too Many Cooks In The Locker                       | Machtkämpfe                 | 6. Mai 2015                | 7. Okt. 2015                                    |
| 161             | 10               | Tinseltown Tussle                                  | Lagerträume                 | 13. Mai 2015               | 14. Okt. 2015                                   |
| 162             | 11               | Ivy For The Win                                    | First Class Auktion         | 13. Mai 2015               | 14. Okt. 2015                                   |
| 163             | 12               | High Stakes And Low Blows                          | Komme, was wolle            | 20. Mai 2015               | 21. Okt. 2015                                   |
| 164             | 13               | Valley Of The Hauls                                | Alles auf Risiko            | 20. Mai 2015               | 21. Okt. 2015                                   |

## Staffel 8
| Nummer (gesamt) | Nummer (Staffel) | Originaltitel                          | Deutscher Titel             | Erstausstrahlung USA (A&E) | Deutschsprachige Erstausstrahlung (A&E Germany) |
| --------------- | ---------------- | -------------------------------------- | --------------------------- | -------------------------- | ----------------------------------------------- |
| 165             | 1                | They’ll Always Have Perris             | Immer wieder Dave           | 21. Juli 2015              | 7. Okt. 2015                                    |
| 166             | 2                | Some Like It Hotter                    | Heiße Gebote                | 28. Juli 2015              | 28. Okt. 2015                                   |
| 167             | 3                | Lock The Vote!                         | Ivys neue Kleider           | 4. Aug. 2015               | 28. Okt. 2015                                   |
| 168             | 4                | All Bid And No Bite                    | Raue Sitten                 | 11. Aug. 2015              | 4. Nov. 2015                                    |
| 169             | 5                | Just Deserts                           | Gute Laune, schlechte Laune | 18. Aug. 2015              | 4. Nov. 2015                                    |
| 170             | 6                | Auctions And Allies                    | Ungewöhnliche Liaison       | 25. Aug. 2015              | 17. Feb. 2016                                   |
| 171             | 7                | Palm Springs Throwdown                 | Heiße Preise                | 6. Okt. 2015               | 16. März 2016                                   |
| 172             | 8                | Young Gun, Old Tricks                  | Kurz vor Knapp              | 6. Okt. 2015               | 23. März 2016                                   |
| 173             | 9                | The School Of Hard Knock-knocks        | Quantität vs. Qualität      | 13. Okt. 2015              | 24. Feb. 2016                                   |
| 174             | 10               | An Auction Too Far                     | Neue Gesichter              | 13. Okt. 2015              | 2. März 2016                                    |
| 175             | 11               | Downtown Showdown                      | Showdown in Downtown        | 20. Okt. 2015              | 6. April 2016                                   |
| 176             | 12               | Mo’ Money, Mo’ Valley                  | Geldsegen                   | 20. Okt. 2015              | 9. März 2016                                    |
| 177             | 13               | Lock, Stock And One Smoking Darrell    | Vor Gericht                 | 27. Okt. 2015              | 9. März 2016                                    |
| 178             | 14               | Rene Abides                            | Harte Lektion               | 27. Okt. 2015              | 16. März 2016                                   |
| 179             | 15               | Last Mattress Standing                 | Standhaft                   | 3. Nov. 2015               | 23. März 2016                                   |
| 180             | 16               | Mayor Of Margarita-ville               | Kontrollfreak               | 3. Nov. 2015               | 30. März 2016                                   |
| 181             | 17               | Auctions Away!                         | Rasante Auktion             | 10. Nov. 2015              | 6. April 2016                                   |
| 182             | 18               | Buys And Dolls                         | Voll auf die Neuen          | 10. Nov. 2015              | 30. März 2016                                   |
| 183             | 19               | There’s No Business Like Snow Business | Eisige Auktion              | 17. Nov. 2015              | 24. Feb. 2016                                   |
| 184             | 20               | The World Accordion To Ivy             | Ivys Welt                   | 24. Nov. 2015              | 13. April 2016                                  |

## Staffel 9
| Nummer (gesamt) | Nummer (Staffel) | Originaltitel                      | Deutscher Titel            | Erstausstrahlung USA (A&E) | Deutschsprachige Erstausstrahlung (A&E Germany) |
| --------------- | ---------------- | ---------------------------------- | -------------------------- | -------------------------- | ----------------------------------------------- |
| 185             | 1                | Mexican Grand Off                  | Grenzenlose Schätze        | 5. April 2016              | 29. Juni 2016                                   |
| 186             | 2                | From Dust ‘til Dawn                | Griff ins Klo              | 5. April 2016              | 29. Juni 2016                                   |
| 187             | 3                | Middle-aged Mutant Ninja Buyers    | Durchmarsch                | 12. April 2016             | 6. Juli 2016                                    |
| 188             | 4                | Downtown Lockers And Uptown Dreams | Getürmt                    | 12. April 2016             | 6. Juli 2016                                    |
| 189             | 5                | Dreams Of Cookies And Cream        | Süße Träume                | 19. April 2016             | 13. Juli 2016                                   |
| 190             | 6                | Who Wet The Sheets?                | Pitschnass                 | 19. April 2016             | 13. Juli 2016                                   |
| 191             | 7                | Santa Ana Surprise                 | Volle Kraft voraus         | 26. April 2016             | 20. Juli 2016                                   |
| 192             | 8                | High Scores In Arcadia             | Mit Gunter wird’s bunter   | 26. April 2016             | 20. Juli 2016                                   |
| 193             | 9                | The Lion Of Lancaster              | Gut gebrüllt, Löwe         | 3. Mai 2016                | 27. Juli 2016                                   |
| 194             | 10               | Mary’s Big Score                   | Liebe, Lager, Leidenschaft | 3. Mai 2016                | 27. Juli 2016                                   |
| 195             | 11               | Auctions Arriba!                   | Insiderinformation         | 10. Mai 2016               | 3. Aug. 2016                                    |
| 196             | 12               | The One With Mary And Allee        | Solo für Rene              | 10. Mai 2016               | 3. Aug. 2016                                    |
| 197             | 13               | Sundown Showdown                   | Nachtauktion               | 17. Mai 2016               | 10. Aug. 2016                                   |
| 198             | 14               | Father Bids Best                   | Papa im Gepäck             | 17. Mai 2016               | 10. Aug. 2016                                   |
| 199             | 15               | The Fat Lady Is Warming Up         | Bietmarathon               | 24. Mai 2016               | 17. Aug. 2016                                   |

## Staffel 10
| Nummer (gesamt) | Nummer (Staffel) | Originaltitel                           | Deutscher Titel            | Erstausstrahlung USA (A&E Network) | Deutschsprachige Erstausstrahlung (A&E Germany) |
| --------------- | ---------------- | --------------------------------------- | -------------------------- | ---------------------------------- | ----------------------------------------------- |
| 200             | 1                | Stakes, Buys, And Video Games           | Glückskarussell            | 12. April 2017                     | 26. Juli 2017                                   |
| 201             | 2                | Goodness, Gracious, Great Coats Of Fire | Entflammt                  | 12. April 2017                     | 26. Juli 2017                                   |
| 202             | 3                | Bright Lights, Big Biddies              | Medizinische Erleuchtung   | 19. April 2017                     | 2. Aug. 2017                                    |
| 203             | 4                | The Nutty Appraiser                     | Noch alle Tassen im Lager? | 19. April 2017                     | 23. Aug. 2017                                   |
| 204             | 5                | Who Wants To Be A Mil-li-ner?           | Spitz auf Knopf            | 26. April 2017                     | 2. Aug. 2017                                    |
| 205             | 6                | I Learned It From Watching You          | Abgeschaut                 | 26. April 2017                     | 6. Sep. 2017                                    |
| 206             | 7                | Quoth The Kenny: Kumbaya!               | Zweites Standbein          | 3. Mai 2017                        | 6. Sep. 2017                                    |
| 207             | 8                | Pop, Lock & Auction                     | Zurück zu den Wurzeln      | 3. Mai 2017                        | 30. Aug. 2017                                   |
| 208             | 9                | Happiness Is A Warm Laser Gun           | Kinderquatsch              | 10. Mai 2017                       | 16. Aug. 2017                                   |
| 209             | 10               | That’s The Way The Terra Cotta Crumbles | Verschwesterung            | 10. Mai 2017                       | 9. Aug. 2017                                    |
| 210             | 11               | Granny Get Your Gun                     | Karnevalesk                | 17. Mai 2017                       | 9. Aug. 2017                                    |
| 211             | 12               | Olé/gyn                                 | Innere Stimme              | 17. Mai 2017                       | 30. Aug. 2017                                   |
| 212             | 13               | You Win Some, You Luge Some             | Schlittenpartie            | 24. Mai 2017                       | 13. Sep. 2017                                   |
| 213             | 14               | Value Of The Dolls                      | Neue Fußstapfen            | 24. Mai 2017                       | 16. Aug. 2017                                   |
| 214             | 15               | L. Ron YUUUPer                          | Abgang mit Folgen          | 31. Mai 2017                       | 23. Aug. 2017                                   |
| 215             | 16               | Good MOURNING, Arcadia!                 | Trauer in Arcadia          | 31. Mai 2017                       | 13. Sep. 2017                                   |
| 216             | 17               | Drawn & Quartered                       | Gevierteilt                | 7. Juni 2017                       | 20. Sep. 2017                                   |
| 217             | 18               | Hare Today, Gun Tomorrow                | Darrell verdoppelt         | 7. Juni 2017                       | 20. Sep. 2017                                   |
| 218             | 19               | The Clamper Caper                       | Jeder tut, was er kann     | 14. Juni 2017                      | 27. Sep. 2017                                   |
| 219             | 20               | Shave And A Haircut: Two Bids           | Bestechender Eindruck      | 14. Juni 2017                      | 27. Sep. 2017                                   |
| 220             | 21               | Vamos A Placentia                       | In Siegerlaune             | 12. Juli 2017                      | 4. Okt. 2017                                    |
| 221             | 22               | Mutt-erial Girl                         | Darrells Theorie           | 19. Juli 2017                      | 4. Okt. 2017                                    |
| 222             | 23               | Me, Myself And Ivy                      | Für Sie und Ihn            | 26. Juli 2017                      | 11. Okt. 2017                                   |
| 223             | 24               | 666: The Sign Of The Profit             | Wundervoll                 | 2. Aug. 2017                       | 11. Okt. 2017                                   |
| 224             | 25               | Tour De Chance                          | Gutes Rad ist teuer        | 2. Aug. 2017                       | 18. Okt. 2017                                   |

## Staffel 11
- Die deutschsprachige Erstausstrahlung von Folge 4 war ursprünglich für den 16. Januar 2018 geplant.

| Nummer (gesamt) | Nummer (Staffel) | Originaltitel                                | Deutscher Titel                | Erstausstrahlung USA (A&E Network) | Deutschsprachige Erstausstrahlung (A&E Germany) |
| --------------- | ---------------- | -------------------------------------------- | ------------------------------ | ---------------------------------- | ----------------------------------------------- |
| 225             | 1                | The Wild Wild Vests                          | Die Neuen sind da              | 8. Nov. 2017                       | 2. Jan. 2018                                    |
| 226             | 2                | Out Of The Frying Pan Am                     | Urlaub in Gefahr               | 8. Nov. 2017                       | 2. Jan. 2018                                    |
| 227             | 3                | Season Of The Kitsch                         | Spitzbübisch                   | 15. Nov. 2017                      | 9. Jan. 2018                                    |
| 228             | 4                | A Metamorphic Layer Of True Romanticism      | Es liegt was in der Luft       | 15. Nov. 2017                      | 20. Feb. 2018                                   |
| 229             | 5                | Some Don’t Like It Hot                       | Fata Morgana                   | 22. Nov. 2017                      | 9. Jan. 2018                                    |
| 230             | 6                | Kumba-yuuup!                                 | Vegas, Ladies!                 | 29. Nov. 2017                      | 27. Feb. 2018                                   |
| 231             | 7                | Vegas Shrugged                               | Bieten mit Stil                | 29. Nov. 2017                      | 23. Jan. 2018                                   |
| 232             | 8                | Assassin’s Greed                             | Klebrige Sache                 | 6. Dez. 2017                       | 23. Jan. 2018                                   |
| 233             | 9                | A Fistful Of Dollar                          | Henne im Korb                  | 6. Dez. 2017                       | 30. Jan. 2018                                   |
| 234             | 10               | One Girl’s Trinket Is Another Man’s Treasure | Klang des Erfolgs              | 13. Dez. 2017                      | 19. Juni 2018                                   |
| 235             | 11               | Buyerina                                     | Lagerina                       | 13. Dez. 2017                      | 17. April 2018                                  |
| 236             | 12               | Preaching To The Buyer                       | Kopflos in Covina              | 20. Dez. 2017                      | 24. April 2018                                  |
| 237             | 13               | Some Mo’ Mr. Nice Guy                        | Aufstiegschance                | 20. Dez. 2017                      | 24. April 2018                                  |
| 238             | 14               | Top Meat And Greet                           | In die Irre geführt            | 10. Jan. 2018                      | 15. Mai 2018                                    |
| 239             | 15               | Whiskers And Lies                            | Auf nach Hawaii                | 10. Jan. 2018                      | 15. Mai 2018                                    |
| 240             | 16               | Crate Balls Of Fire                          | Großeinkauf                    | 17. Jan. 2018                      | 22. Mai 2018                                    |
| 241             | 17               | Ivy Gets The Runaround                       | Auf den Zahn gefühlt           | 17. Jan. 2018                      | 22. Mai 2018                                    |
| 242             | 18               | Fa-la-la-lala, La-la-la-locker!              | Verkaufen statt kaufen         | 24. Jan. 2018                      | 29. Mai 2018                                    |
| 243             | 19               | The Way Of The YUUUP!                        | Schwarze Magie                 | 31. Jan. 2018                      | 29. Mai 2018                                    |
| 244             | 20               | Goat Tell It On The Mountain                 | Die Glücksfarm                 | 7. Feb. 2018                       | 5. Juni 2018                                    |
| 245             | 21               | Ivy: The Pro-fession-ale                     | Ivy, der Pro                   | 21. Feb. 2018                      | 5. Juni 2018                                    |
| 246             | 22               | Mary’s Re-finds                              | Mädchenkram                    | 28. Feb. 2018                      | 12. Juni 2018                                   |
| 247             | 23               | Crickets And Wickets                         | Tipps von Gunther              | 7. März 2018                       | 12. Juni 2018                                   |
| 248             | 24               | Quality Bro Chime                            | Brüderchen, komm biet mit mir  | 14. März 2018                      | 19. Juni 2018                                   |
| 249             | 25               | And Mary Ran Away With The Spoon             | Des einen Freud…               | 14. März 2018                      | 19. Juni 2018                                   |
| 250             | 26               | Indiana Ivy And The Temple Of Phlegm         | Vom Thron gestoßen             | 21. März 2018                      | 26. Juni 2018                                   |
| 251             | 27               | Tour De Van Nuys                             | Parkplatzprobleme              | 21. März 2018                      | 26. Juni 2018                                   |
| 252             | 28               | Bo-zak That Whip!                            | Die kleinen Freuden des Lebens | 28. März 2018                      | 3. Juli 2018                                    |
| 253             | 29               | We Don’t Use The ’S’ Word Around Here        | Das Beste vom Schlechten       | 28. März 2018                      | 3. Juli 2018                                    |

## Staffel 12
- Die deutschsprachige Erstausstrahlung der Folgen 5 bis 8 erfolgte auf A&E Germany.

| Nummer (gesamt) | Nummer (Staffel) | Originaltitel                                | Deutscher Titel                             | Erstausstrahlung USA (A&E Network) | Deutschsprachige Erstausstrahlung (ProSieben Maxx) |
| --------------- | ---------------- | -------------------------------------------- | ------------------------------------------- | ---------------------------------- | -------------------------------------------------- |
| 254             | 1                | The Jenny, The Baker, The Prosthetics Maker  | The Jenny, the Baker, the Prosthetics Maker | 7. Nov. 2018                       | 25. Dez. 2020                                      |
| 255             | 2                | Weekend At Barry’s                           | Besuch von Barry                            | 7. Nov. 2018                       | 25. Dez. 2020                                      |
| 256             | 3                | A Sale Of Two Cities                         | König der Käufer                            | 14. Nov. 2018                      | 24. Dez. 2020                                      |
| 257             | 4                | They Shoe Horses, Don’t They?                | Schwingt die Hufe!                          | 14. Nov. 2018                      | 25. Dez. 2020                                      |
| 258             | 5                | Talking In Cody                              | Yee-haw!                                    | 21. Nov. 2018                      | 8. Jan. 2019                                       |
| 259             | 6                | Om Sweet Om                                  | Im Zen-Modus                                | 21. Nov. 2018                      | 8. Jan. 2019                                       |
| 260             | 7                | Grandma’s Havoc                              | Was sie am besten können                    | 28. Nov. 2018                      | 8. Jan. 2019                                       |
| 261             | 8                | Cloudy With A Chance Of Profit               | Mit Aussicht auf Bares                      | 28. Nov. 2018                      | 8. Jan. 2019                                       |
| 262             | 9                | Let’s Give ’em Something To Tonka About      | Verdammte Axt                               | 9. Jan. 2019                       | 24. Dez. 2020                                      |
| 263             | 10               | Fowl Play                                    | Neue Hackordnung                            | 9. Jan. 2019                       | 24. Dez. 2020                                      |
| 264             | 11               | What Came First: The Chicken Or The Auction? | Die Wette gilt                              | 16. Jan. 2019                      | 24. Dez. 2020                                      |
| 265             | 12               | The Wind Beneath My Bids                     | Windige Geschäfte                           | 16. Jan. 2019                      | 24. Dez. 2020                                      |
| 266             | 13               | Not All That Glitters Is Gourd               | Gesegnete Geschäfte                         | 23. Jan. 2019                      | 24. Dez. 2020                                      |
| 267             | 14               | Mistress Of The Snark                        | Wer zuletzt lacht                           | 23. Jan. 2019                      | 25. Dez. 2020                                      |
| 268             | 15               | Nowhere To Formaldehyde                      | Zum Sterben schön                           | 30. Jan. 2019                      | 25. Dez. 2020                                      |
| 269             | 16               | Drama In The Lbc                             | Für einen guten Zweck                       | 30. Jan. 2019                      | 25. Dez. 2020                                      |

## Staffel 13
| Nummer (gesamt) | Nummer (Staffel) | Originaltitel                       | Deutscher Titel                  | Erstausstrahlung USA (A&E Network) | Deutschsprachige Erstausstrahlung (ProSieben Maxx) |
| --------------- | ---------------- | ----------------------------------- | -------------------------------- | ---------------------------------- | -------------------------------------------------- |
| 270             | 1                | Santanas Are Coming To Town         | Wenn Blicke töten könnten        | 20. April 2021                     | 25. Dez. 2021                                      |
| 271             | 2                | Bits And Pizzas                     | Schuhfetischist im Glück         | 20. April 2021                     | 25. Dez. 2021                                      |
| 272             | 3                | Let’s Make A Dill!                  | Volle Frauenpower                | 27. April 2021                     | 25. Dez. 2021                                      |
| 273             | 4                | Mirro, Mirro, On The Floor          | Spieglein, Spieglein an der Wand | 27. April 2021                     | 25. Dez. 2021                                      |
| 274             | 5                | Rules #1                            | Regel Nummer 1                   | 4. Mai 2021                        | 25. Dez. 2021                                      |
| 275             | 6                | Queen-baya!                         | Kenny kriegt die Kurve           | 4. Mai 2021                        | 25. Dez. 2021                                      |
| 276             | 7                | Game Of Groans: Whittier Is Coming  | Der König von Whittier           | 11. Mai 2021                       | 25. Dez. 2021                                      |
| 277             | 8                | Breaking Bread                      | Rene im Goldrausch               | 11. Mai 2021                       | 25. Dez. 2021                                      |
| 278             | 9                | Dr. D And The Mystery Machines      | Voll verzockt                    | 18. Mai 2021                       | 25. Dez. 2021                                      |
| 279             | 10               | A Plane Flew Over The Cuckoo’s Nest | Anfängerglück                    | 25. Mai 2021                       | 25. Dez. 2021                                      |

## Staffel 14
- Die deutschsprachige Erstausstrahlung von Folge 2 war ursprünglich für den 5. Februar 2022 geplant.

| Nummer (gesamt) | Nummer (Staffel) | Originaltitel                                                | Deutscher Titel                  | Erstausstrahlung USA (A&E Network) | Deutschsprachige Erstausstrahlung (ProSieben Maxx) |
| --------------- | ---------------- | ------------------------------------------------------------ | -------------------------------- | ---------------------------------- | -------------------------------------------------- |
| 280             | 1                | Older And Weiss-er                                           | Older and Weiss-er               | 2. Nov. 2021                       | 7. Mai 2022                                        |
| 281             | 2                | Let My Lockers Go                                            | Let My Lockers Go                | 2. Nov. 2021                       | 30. April 2022                                     |
| 282             | 3                | Fears Of A Clown                                             | Traurige Clowns, lachende Brandi | 9. Nov. 2021                       | 7. Mai 2022                                        |
| 283             | 4                | Stanton And Redeliver                                        | Lass das mal die Ladys machen    | 9. Nov. 2021                       | 7. Mai 2022                                        |
| 284             | 5                | The Old Man And The Spree                                    | Darrell der Schreckliche         | 16. Nov. 2021                      | 7. Mai 2022                                        |
| 285             | 6                | She Bidded Me With Science!                                  | She Bidded Me With Science!      | 16. Nov. 2021                      | 7. Mai 2022                                        |
| 286             | 7                | Not So Easy Rider                                            | Not So Easy Rider                | 23. Nov. 2021                      | 7. Mai 2022                                        |
| 287             | 8                | An Austrian In Perris                                        | An Austrian in Perris            | 30. Nov. 2021                      | 7. Mai 2022                                        |
| 288             | 9                | Pretty Fly…For A Locker!                                     | Pretty Fly… for a Locker!        | 30. Nov. 2021                      | 7. Mai 2022                                        |
| 289             | 10               | High Tea And Boxed Whine                                     | Game-Changer                     | 7. Dez. 2021                       | 7. Mai 2022                                        |
| 290             | 11               | Miss Direction…If You’re Nasty                               | Höhenflug                        | 7. Dez. 2021                       | 7. Mai 2022                                        |
| 291             | 12               | She Sure Has A Type                                          | Geheime Superkräfte              | 14. Dez. 2021                      | 14. Mai 2022                                       |
| 292             | 13               | The Devil Buys Used Prada                                    | Teuflische Geschäfte             | 14. Dez. 2021                      | 14. Mai 2022                                       |
| 293             | 14               | Cash Is King                                                 | Cash is King                     | 21. Dez. 2021                      | 14. Mai 2022                                       |
| 294             | 15               | Spidey Cents                                                 | Verflixt und zugenäht            | 28. Dez. 2021                      | 14. Mai 2022                                       |
| 295             | 16               | Another One Bites The Dusty                                  | Dusty staubt ab                  | 28. Dez. 2021                      | 14. Mai 2022                                       |
| 296             | 17               | Come And Knock On Our Locker                                 | Erleuchtende Geschäfte           | 4. Jan. 2022                       | 14. Mai 2022                                       |
| 297             | 18               | Nothing Is Impopsicle                                        | In den Schatten gestellt         | 4. Jan. 2022                       | 14. Mai 2022                                       |
| 298             | 19               | Karma Is A Bid                                               | Karma is a Bid!                  | 11. Jan. 2022                      | 14. Mai 2022                                       |
| 299             | 20               | In Dusty We Trusty                                           | In Dusty We Trusty               | 11. Jan. 2022                      | 14. Mai 2022                                       |
| 300             | 21               | The Hunch-Back Of La Habra                                   |                                  | 18. Jan. 2022                      |                                                    |
| 301             | 22               | The 300th Time’s The Charm!                                  |                                  | 18. Jan. 2022                      |                                                    |
| 302             | 23               | You Can Lead A Horse To A Locker, But You Can’t Make Him Bid |                                  | 8. März 2022                       |                                                    |
| 303             | 24               | Piles To Go Before I Keep                                    |                                  | 8. März 2022                       |                                                    |
| 304             | 25               | In Pain In The Membrane                                      |                                  | 15. März 2022                      |                                                    |
| 305             | 26               | How The West Covina Was Won                                  |                                  | 15. März 2022                      |                                                    |
| 306             | 27               | King Of Orange…Chicken                                       |                                  | 22. März 2022                      |                                                    |
| 307             | 28               | Lego My Locker                                               |                                  | 22. März 2022                      |                                                    |
| 308             | 29               | Reign Or Shine                                               |                                  | 29. März 2022                      |                                                    |
| 309             | 30               | The King Of Montebowl-o                                      |                                  | 29. März 2022                      |                                                    |
| 310             | 31               | Here Comes The Calvin-ry!                                    |                                  | 5. April 2022                      |                                                    |
| 311             | 32               | Zip Tie Lies                                                 |                                  | 5. April 2022                      |                                                    |
| 312             | 33               | Children Of The Cornbread                                    |                                  | 12. April 2022                     |                                                    |
| 313             | 34               | Proxy Moxie                                                  |                                  | 12. April 2022                     |                                                    |
| 314             | 35               | Two For The Price Of Dust                                    |                                  | 19. April 2022                     |                                                    |
| 315             | 36               | It’s A Safe Time To Get Lit!                                 |                                  | 19. April 2022                     |                                                    |

## Specials
| Nummer (gesamt) | Nummer (Staffel) | Originaltitel       | Deutscher Titel | Erstausstrahlung USA (A&E) | Deutschsprachige Erstausstrahlung (History HD) |
| --------------- | ---------------- | ------------------- | --------------- | -------------------------- | ---------------------------------------------- |
| 1               | 1                | Unlocked: Buy Low   | Die Abrechnung  | 31. Aug. 2011              | 29. Jan. 2013                                  |
| 2               | 2                | Unlocked: Sell High |                 | 14. Sep. 2011              |                                                |

## Best Of
| Nummer (gesamt) | Nummer (Staffel) | Originaltitel                | Deutscher Titel                 | Erstausstrahlung USA (A&E Network) | Deutschsprachige Erstausstrahlung (A&E Germany) |
| --------------- | ---------------- | ---------------------------- | ------------------------------- | ---------------------------------- | ----------------------------------------------- |
| 1               | 1                | Best Of: The Finds           | Die besten Funde                | 24. Juni 2014                      | 7. Januar 2015                                  |
| 2               | 2                | Best Of: The Blunders        | Die gröbsten Patzer             | 1. Juli 2014                       | 14. Jan. 2015                                   |
| 3               | 3                | Best Of: The Strategies      | Die erfolgreichsten Strategien  | 8. Juli 2014                       | 21. Jan. 2015                                   |
| 4               | 4                | Best Of: The Feuds           | Die größten Rivalen             | 15. Juli 2014                      | 28. Jan. 2015                                   |
| 5               | 5                | Best Of: Jarrod And Brandi   | Das Beste von Jarrod & Brandi   | 19. Aug. 2014                      | 4. März 2015                                    |
| 6               | 6                | Best Of: Darrell And Brandon | Das Beste von Darrell & Brandon | 26. Aug. 2014                      | 11. März 2015                                   |
| 7               | 7                | Best Of: Barry Weiss         | Das Beste von Barry Weiss       | 25. Nov. 2014                      | 1. Juli 2015                                    |
| 8               | 8                | Best Of: The Appraisals      | Die genauesten Schätzungen      | 2. Dez. 2014                       | 1. Juli 2015                                    |
| 9               | 9                | Best Bidding Wars: Part 1    |                                 | 11. Juli 2015                      |                                                 |
| 10              | 10               | Best Bidding Wars: Part 2    |                                 | 11. Juli 2015                      |                                                 |
| 11              | 11               | Best Of Barry, Part 1        |                                 | 18. Juli 2015                      |                                                 |
| 12              | 12               | Best Of Barry, Part 2        |                                 | 18. Juli 2015                      |                                                 |

## Best of Barry
- Die deutschsprachige Erstausstrahlung von Folge 7 war ursprünglich für den 16. März 2017 geplant.

| Nummer (gesamt) | Nummer (Staffel) | Originaltitel      | Deutscher Titel      | Erstausstrahlung USA (A&E Network) | Deutschsprachige Erstausstrahlung (A&E Germany) |
| --------------- | ---------------- | ------------------ | -------------------- | ---------------------------------- | ----------------------------------------------- |
| 1               | 1                | Barry’s Busts      | Schuss in den Ofen   | 19. April 2016                     | 1. Feb. 2017                                    |
| 2               | 2                | Barry’s Best Finds | Treffer ins Schwarze | 26. April 2016                     | 8. Feb. 2017                                    |
| 3               | 3                | Sidekicks          | Im Schlepptau        | 3. Mai 2016                        | 15. Feb. 2017                                   |
| 4               | 4                | Strategies         | Auktionsstratege     | 10. Mai 2016                       | 22. Feb. 2017                                   |
| 5               | 5                | Mistakes           | Totalausfall         | 17. Mai 2016                       | 1. März 2017                                    |
| 6               | 6                | Collaborations     | Gemeinsame Sache     | 24. Mai 2016                       | 8. März 2017                                    |
| 7               | 7                | Barry’s Story      | Er kam, sah und bot  | 5. Juni 2016                       | 15. März 2017                                   |